# لورا غودوي
لورا غودوي (بالإسبانية: Laura Godoy)‏ هي عارضة غواتيمالية، ولدت في 6 يوليو 1988 في مدينة غواتيمالا في غواتيمالا.